# 柳比亞濟
51°50′11″N 25°27′52″E / 51.83639°N 25.46444°E
柳比亞濟（烏克蘭語：Люб'язь）是位於烏克蘭西部沃倫州裏卡明-卡希爾斯基區的村莊，始建於1366年，面積1.27平方公里，海拔高度144米，人口978。